# Fabian Posch
Fabian Posch (* 5. Januar 1988 in Salzburg) ist ein ehemaliger österreichischer Handballspieler.

## Vereinskarriere
Posch begann in seiner Jugend beim UHC Salzburg Handball zu spielen. Als Jugendspieler wurde er überwiegend im Rückraum eingesetzt. Seit seiner Zeit im Junioren-Nationalteam läuft er ausschließlich als Kreisspieler auf.
Zur Saison 2006/07 wurde der Salzburger von Bregenz Handball verpflichtet. Mit den Vorarlbergern wurde er viermal (2006/07, 2007/08, 2008/09 und 2009/10) Meister. Außerdem sicherte sich Posch 2008 die Bronze-Medaille bei der Studenten-Weltmeisterschaft 2008 und wurde für die Saison 2008/09 von der Liga zum „Newcomer des Jahres“ gewählt. Mit Bregenz Handball kam der Kreisläufer auch zu seinen ersten internationalen Erfahrungen, so nahm er 2006/07, 2007/08 und 2008/09 an der EHF Champions League Gruppenphase und 2009/10 sowie 2010/11 am EHF-Pokal teil.
Nach der Saison 2010/11, welche seine torreichste Saison bis dahin war, wechselte Posch zum ULZ Schwaz. Mit den Tirolern nahm er 2011/12 am Europapokal der Pokalsieger teil. Zur Saison 2013/14 verpflichtete ihn der HLA-Aufsteiger SC Ferlach. Nachdem er mit den Kärntnern den Klassenerhalt trotz eines Karrierehochs von 137 Toren nicht geschafft hatte, wechselte er 2014 zur SG Handball West Wien.
Nach zwei Jahren in Wien wechselte er nach der Saison 2015/16 zum UHK Krems. 2018/19 sicherte sich der Kreisläufer das Double aus ÖHB-Cup und Meistertitel. Außerdem wurde er für diese Saison von der Liga und Medienvertretern zum „Handballer des Jahres“ gewählt. 2021/22 spielt Posch mit dem UHK im EHF European Cup und damit seit zehn Jahren das erste Mal wieder in einem internationalen Bewerb.
Seit der Saison 2022/23 läuft Posch für die JAGS Vöslau auf. Nach der Saison 2023/24 beendete der Kreisläufer seine Karriere.

## Nationalmannschaft
Mit der österreichischen Nationalmannschaft erreichte Posch bei der Handball-Weltmeisterschaft 2015 in Katar das Achtelfinale, in sechs Spielen erzielte er 14 Tore. Insgesamt erzielte er für das Nationalteam in 113 Länderspielen 196 Tore.

## HLA-Bilanz
| 2008/09   | Bregenz Handball                                                | HLA                                                             | 57                                                              | 0                                                               | 57                                                              |                                                                 |                                                                 |                                                                 |                                                                 |                                                                 |
| 2009/10   | Bregenz Handball                                                | HLA                                                             | 61                                                              | 0                                                               | 61                                                              |                                                                 |                                                                 |                                                                 |                                                                 |                                                                 |
| 2010/11   | Bregenz Handball                                                | HLA                                                             | 111                                                             | 0                                                               | 111                                                             |                                                                 |                                                                 |                                                                 |                                                                 |                                                                 |
| 2011/12   | ULZ Schwaz                                                      | HLA                                                             | 88                                                              | 0                                                               | 88                                                              |                                                                 |                                                                 |                                                                 |                                                                 |                                                                 |
| 2012/13   | ULZ Schwaz                                                      | HLA                                                             | 87                                                              | 1                                                               | 86                                                              |                                                                 |                                                                 |                                                                 |                                                                 |                                                                 |
| 2013/14   | SC Ferlach                                                      | HLA                                                             | 137                                                             | 10                                                              | 127                                                             |                                                                 |                                                                 |                                                                 |                                                                 |                                                                 |
| 2014/15   | SG Handball West Wien                                           | HLA                                                             | 131                                                             | 0/0                                                             | 131                                                             |                                                                 |                                                                 |                                                                 |                                                                 |                                                                 |
| 2015/16   | SG Handball West Wien                                           | HLA                                                             | 65                                                              | 0/0                                                             | 65                                                              |                                                                 |                                                                 |                                                                 |                                                                 |                                                                 |
| 2016/17   | UHK Krems                                                       | HLA                                                             | 167                                                             | 0/0                                                             | 167                                                             |                                                                 |                                                                 |                                                                 |                                                                 |                                                                 |
| 2017/18   | UHK Krems                                                       | HLA                                                             | 172                                                             | 0/0                                                             | 172                                                             |                                                                 |                                                                 |                                                                 |                                                                 |                                                                 |
| 2018/19   | UHK Krems                                                       | HLA                                                             | 142                                                             | 0/0                                                             | 142                                                             |                                                                 |                                                                 |                                                                 |                                                                 |                                                                 |
| 2019/20   | Saison aufgrund der COVID-19-Pandemie in Österreich abgebrochen | Saison aufgrund der COVID-19-Pandemie in Österreich abgebrochen | Saison aufgrund der COVID-19-Pandemie in Österreich abgebrochen | Saison aufgrund der COVID-19-Pandemie in Österreich abgebrochen | Saison aufgrund der COVID-19-Pandemie in Österreich abgebrochen | Saison aufgrund der COVID-19-Pandemie in Österreich abgebrochen | Saison aufgrund der COVID-19-Pandemie in Österreich abgebrochen | Saison aufgrund der COVID-19-Pandemie in Österreich abgebrochen | Saison aufgrund der COVID-19-Pandemie in Österreich abgebrochen | Saison aufgrund der COVID-19-Pandemie in Österreich abgebrochen |
| 2020/21   | UHK Krems                                                       | HLA                                                             | 85                                                              | 0/0                                                             | 85                                                              |                                                                 |                                                                 |                                                                 |                                                                 |                                                                 |
| 2008–2021 | gesamt                                                          | HLA                                                             | 1294                                                            | 11                                                              | 1283                                                            |                                                                 |                                                                 |                                                                 |                                                                 |                                                                 |

## Erfolge
- Bregenz Handball
  - 1× HLA „Newcomer des Jahres“ 2008/09
  - 4× Österreichischer Meister 2006/07, 2007/08, 2008/09, 2009/10
- UHK Krems
  - 2× Österreichischer Meister 2018/19, 2021/22
  - 1× Österreichischer Pokalsieger 2018/19
  - 1 × HLA „Handballer des Jahres“ (2018/19)